# Années 1930
 (avril 2023).
- Si vous ne connaissez pas le sujet, laissez ce bandeau (vous pouvez alors contacter les auteurs).
- Si vous supprimez le contenu mis en cause (vous pouvez préalablement contacter les auteurs),

argumentez précisément cette suppression dans la page de discussion
(un manque de référence n'est pas un argument ; une recherche réelle de référence doit avoir été effectuée, être formellement documentée).
 (avril 2023).
Si vous disposez d'ouvrages ou d'articles de référence ou si vous connaissez des sites web de qualité traitant du thème abordé ici, merci de compléter l'article en donnant les références utiles à sa vérifiabilité et en les liant à la section « Notes et références ».
Les années 1930 couvrent la période de 1930 à 1939. Cette décennie est marquée par des famines, l’amplification de la crise économique issue du krach boursier de 1929, la montée des extrémismes, des guerres et des tensions internationales, et finalement le déclenchement de la Seconde Guerre mondiale.
Les famines soviétiques de 1931-1933 font plus de six millions de morts ; les famines en Chine dans les années 1930 auraient fait au moins autant de victimes. Le totalitarisme se développe : en Italie, Mussolini consolide son pouvoir ; en Allemagne, Hitler en devenant chancelier du Reich (propagandes, ouverture de camps de concentration, invasions) ; Franco prend le pouvoir à la suite de la Guerre civile espagnole. Les politiques sont tournées vers le réarmement. Dans les colonies, les premières indépendances sont accordées mais les empires restent très importants.
En Occident, en parallèle d'un chômage élevé, les transformations socio-culturelles sont importantes, avec le développement d'une culture populaire, de masse, tournée vers les loisirs (cinéma, radio, premières bandes dessinées…). En France, le Front populaire participe à ces transformations : congés payés, réduction de la journée de travail à huit heures par jour, etc.

## Événements géopolitiques et économiques

### La crise de 1929
- 3 septembre : début de la baisse des cours à Wall Street ; le marché reste soutenu.
- mercredi 23 octobre : plusieurs milliers de spéculateurs décident de se retirer.
- jeudi 24 octobre : treize millions de dollars d'actions sont proposées à la vente. À 11 heures, émeutes dans les rues attenantes et intervention de la police ; suicide d'une dizaine de spéculateurs inconnus. À midi, création du Syndicat Morgan qui rachète ses propres actions de banque ; déclaration commune des trente-cinq plus grandes firmes de courtages : « le marché est sain. »
- vendredi 25 octobre : nombreuses publicités poussant à l'achat dans les journaux.
- lundi 28 octobre : reprise de la panique : seulement 9,2 millions d'actions sur le marché des titres.
- mardi 29 octobre : le « mardi noir » : 16,4 millions de titres de plus en vente, les banquiers vendant à leur tour (dont le Syndicat Morgan).
- mercredi 30 – jeudi 31 octobre : Rockefeller annonce le rachat de titre, courte reprise de confiance.
- vendredi 1er novembre : fermeture de la bourse.
- lundi 4 novembre : réouverture et nouvel effondrement ; la bourse fonctionne seulement trois heures par jour pour éviter la panique.
- mercredi 13 novembre : fin du krach boursier : les cours, au plus bas, remontent un peu. La crise est passée à la sphère bancaire.

Alors que l'Europe dans son ensemble connaît des difficultés importantes et diverses, les États-Unis traversent les années 1920 dans une relative insouciance protectionniste. Les Roaring Twenties marquent l'entrée dans la consommation de masse ; la classe moyenne s'affirme comme le moteur d'une société qui se recentre sur l'industrie et les services. Un décalage certain naît entre des modes de production nouveaux et une consommation ancrée dans des réflexes du XIXe siècle. Taylorisme et soutien industriel s'accommodent tant bien que mal de débouchés qui restent restreints. La prospérité générale s'accompagne de plus d'un véritable marasme dans l'agriculture, notamment à cause du retrait des achats européens. Pour soutenir ce secteur clé de l'économie et de la stabilité sociale, le gouvernement américain engage une politique alliant subventions et hausse des droits de douane. Ainsi, si la prospérité est réelle, une partie en est d'origine spéculative. Par ailleurs, dans un contexte de contraction du commerce international, seuls les capitaux sont massivement échangés, notamment à travers les prêts et les remboursements transatlantiques. Ces mouvements financiers engagent un mécanisme de spéculation qui favorise les petits porteurs toujours plus nombreux, notamment en Europe. Aux États-Unis, la spéculation est d'abord très majoritairement boursière et non, par exemple, immobilière ; et bien que les actionnaires ne représentent alors qu'un peu plus de 1 % des Américains, cela suffit pour créer un décalage important entre augmentation du cours moyen des actions (+200 % entre 1922 et 1929) et augmentation du profit des entreprises (+50 % dans le même temps). La spéculation ponctionne l'économie et prive la sphère réelle de capitaux précieux qui ne font qu'alimenter une bulle financière. Le mois de septembre 1929 est marqué par une guerre des taux d'intérêt entre les deux places boursières majeures d'alors, New York et Londres. D'une crise mineure au Royaume-Uni, les spéculateurs américains engendrent par un retournement de confiance soudain une panique boursière de large ampleur.
Le jeudi 24 octobre, treize millions de titres sont vendus ; le « mardi noir », plus de seize millions. L'indice boursier de Wall Street s'effondre, et cette crise boursière se mue très vite en crise bancaire. Les banques n'étant pas remboursées de l'argent qu'elles ont massivement prêté, elles limitent voire suspendent leur prêts. Très vite, la crise traverse l'Atlantique et touche plus ou moins violemment et rapidement les pays européens, selon leur degré de dépendance des États-Unis. Les prêts accordés par les banques américaines sont à court terme, tandis que les banques européennes concernées prêtent à plus long terme, pour soutenir les efforts de reconstruction. L'argent venant à manquer pour rembourser, les États-Unis acceptent de créer des prêts relais ; mais à partir de janvier 1930, cette solution n'est plus viable : la crise économique se généralise. Quelques pays sont largement moins touchés, telle l'Italie autarcique de Mussolini.
Face à ce désastre, des mesures d'adaptation d'ordre socio-économique doivent être prises par les pouvoirs politiques. Dans un premier temps, et dans la majorité des pays européens, des réponses classiques sont proposées et appliquées ; principalement, la politique de déflation — réduire les coûts — notamment en contractant les dépenses publiques et les salaires, dans le but de relancer l'activité et la compétitivité sans pour autant dévaluer les monnaies.
Au Royaume-Uni, les difficultés économiques sont présentes depuis 1926. La crise de 1929 constitue une aggravation notable. À partir de janvier 1930, un comité économique consultatif est créé, ce qui souligne l'impuissance du gouvernement à gérer les événements. Une courte période de tripartisme assure la remontée du parti Travailliste, mais les premiers mois sont marqués par la désorganisation. Aux États-Unis, la crise dure jusqu'à début 1933. Le président républicain Hoover peine à aller contre les pratiques libérales ; il n'a d'ailleurs pas les moyens essentiels d'une politique active. Pour soutenir les prix, des organisations étatiques rachètent des produits que les Européens ne sont plus en mesure d'importer ; mais des lacunes structurelles et l'opposition du Congrès font que les stocks sont revendus peu après. L'ébauche d'une protection sociale apparaît, avec des prêts accordés aux États fédéraux pour subventionner la lutte contre le chômage. Toutefois, la plupart de ces prêts à court terme sont refusés, car non remboursables par les États. Enfin, les travaux publics explosent, pour soutenir l'emploi. La crise se propage très rapidement en Allemagne, dès janvier 1930. Les États-Unis suspendent leurs prêts ; la faillite du Credit Anstalt en mai 1931 est un second coup dur porté aux finances du pays, car il détenait la moitié de l'industrie autrichienne, jusqu'alors très prospère. Pour aider efficacement l'Allemagne et enrayer le chômage prenant des proportions gargantuesques, le Moratoire Hoover est adopté et met fin aux réparations allemandes en 1931. L'axe principal de la politique dite de redressement est la déflation, tentée par les chanceliers Brüning et Von Papen. C'est un échec complet : fin 1933, on estime que 50 % des actifs travaillent pour l'État. En France, la crise est plus tardive, car la part de l’agriculture dans l’économie est plus importante, le pays a moins de relations avec l’extérieur, et dispose de son empire colonial, et du franc fort : moins de deux mille chômeurs officiels en 1930. Cependant, les exportations commencent à chuter et les solutions tentées sont parfois maladroites, souvent contradictoires : les soubresauts politiques, les lobbies en place empêchent un aménagement efficace et un regroupement des structures. À l'instar des États-Unis, on réalise de grands travaux (plan Marquet), mais à l'inverse des autres pays, la lutte se tourne contre l'inflation, et non contre le chômage.

### Des nationalismes divers
Devant les échecs et pour se dégager d'une crise qui dure parfois depuis plusieurs années, des solutions plus ou moins originales sont tentées dans un mouvement général de repli nationaliste. De ces transformations socio-économiques, donc politiques, naît un clivage fort entre régimes démocratiques et États autoritaires. Qui plus est, si la crise économique survient au sein du monde « américano-européen », c'est bien à une internationalisation complète qu'on assiste pendant la seconde moitié de la décennie. Pour autant, la défiance à l'international n'a jamais été aussi grande. L'organisation du monde centrée sur l'Europe implose avec les déclarations de guerre de 1939.

#### Les démocraties en proie aux difficultés économiques
Pendant les trois premières années de la décennie, le principal souci est la crise économique généralisée.
Au Royaume-Uni, une dévaluation franche est l'œuvre d'un premier ministre travailliste, MacDonald, appelé à la tête du gouvernement par George V en 1929. Mais le travailliste MacDonald décide d'accompagner cette mesure d'une série d'ajustements et de soutiens, pour assurer un certain équilibre budgétaire. Le 22 septembre 1931, c'est un flottement de la livre qui est décidé, non une nouvelle dévaluation : l'idée sous-jacente est de laisser le marché décider de la valeur de la livre en suspendant la convertibilité-or de la livre sterling, ce qui coupe court à toute spéculation. Cette mesure est ainsi éminemment politique : début 1932, le cours de la monnaie nationale se stabilise en de faibles variations et un nouveau cours par rapport à l'or est fixé. Le pays se dote aussi, en plus d'un équilibre budgétaire, d'une refonte du système douanier et d'une double assurance face à la spéculation : un mécanisme financier, et une défense psychologique. Cela permet au Royaume-Uni de repartir sur des bases saines. Plus original encore, le libre-échange est abandonné sans ménagement après la très large victoire des conservateurs aux élections de 1931. Des échanges préférentiels sont établis avec les colonies à travers le Commonwealth. Sur le plan structurel, les entreprises vétustes et mal gérées de l'immédiat après-guerre et risquant la faillite sont nationalisées ; on pousse au regroupement des autres organisations restées solides, dans les mines, les transports… Le phénomène de cartellisation bat son plein, mais le « gigantisme » apparaît à de plus petites échelles : les premiers grands magasins populaires apparaissent, par exemple. Par un soutien au pouvoir d'achat et la mise en place de modes de consommation originaux, on permet aux classes moyennes émergentes de s’équiper en produits électroménagers, et par là une relance de certains secteurs industriels. Une certaine logique anglo-saxonne de relance par la consommation apparaît alors et, comme en Amérique, le pouvoir central finance des actions menées par les autorités locales. Un point décevant tant pour les travaillistes que pour les conservateurs reste le chômage, qui se situe encore bien au-dessus du chômage frictionnel en 1938, avec 1,8 million de chômeurs contre 3 millions en 1932. Malgré tout, et au prix d'un certain isolationnisme et d'une perte de souveraineté sur le plan international, le Royaume-Uni réussit à aborder l'année 1939 forte d'une cohésion nationale réelle et bienvenue.
Aux États-Unis, la sortie de crise vient également d'un changement politique. L'opinion publique est favorable à une intervention de l'État et confie à l'ex-gouverneur de l'État de New York, Franklin Delano Roosevelt, le soin d'engager des réformes. Il lance avec son équipe de conseillers un premier New Deal, basé sur le déficit budgétaire. 1934 est une année de redressement. C'est cette année-là que l'économiste Simon Kuznets invente le produit intérieur brut. En 1935, un assainissement du système bancaire, des finances et de la monnaie est de nouveau nécessaire.
Lors des « 100 jours de Roosevelt », un moratoire bancaire est établi pour enrayer toute panique. La sécurité financière est refondée sur une séparation entre banque et Bourse et des règles de transparence : la principale guerre devient celle de la confiance. Par ailleurs, la présidence poursuit la politique de grands travaux et de soutien à l'agriculture, avec de nouveaux organismes d'aide et de veille créés à l'occasion de l'Agricultural Adjustment Act. L'objectif général est de permettre une large consommation dans toutes les couches sociales de la population. Nouveauté importante, l'État devient actionnaire de nombreuses sociétés industrielles ; mais il n'empêche pas franchement les regroupements (National Industrial Recovery Act de juin 1933). Face à divers échecs sociaux, notamment dans les restructurations, Roosevelt associe les syndicats à son action fin 1935 et engage un second New Deal. Une politique anti-trusts plus dirigiste est menée et on favorise le management. Les États fédéraux s'arrogent le droit d'arbitrer les conventions collectives, ce qui rassure les ouvriers. Une amorce de Sécurité sociale est créée avec le Social Security Act d'août 1935 : assurance chômage et vieillesse, loi Wagner favorable aux syndicats… Le second New Deal semble plus efficace, et contrairement au premier, il a été largement financé. Un troisième volet, d'inspiration keynésienne, vient clore l'action de Roosevelt en 1938. Toutefois, il reste 9 millions de chômeurs en 1939 et les États-Unis se sont isolés.
En France, l'année 1936 voit un grand bouleversement politique se produire après plusieurs années d'instabilité ministérielle : au mois de mai, les élections législatives sont remportées par la gauche ; le Front populaire accède au pouvoir. Léon Blum est désigné premier ministre au bout d'un long mois ; des grèves enthousiastes et spontanées « fêtent » la victoire. L'attente de réformes est grande. Au lieu de dévaluer le franc, la gauche décide d'un flottement encadré de la monnaie avec le franc Auriol. Cette mesure ne rassure pas les Français. Sur le plan des réformes sociales, la politique est toutefois plus vigoureuse : Blum veut forcer les patrons à négocier avec les syndicats. Les accords Matignon du 7 juin 1936 unissent deux organisations de droit privé sous arbitrage de l'État. Les avancées sont notables et diverses : samedi chômé sans diminution de salaire ni heures supplémentaires, introduction des congés payés (2 semaines par an), augmentation des salaires variables (de 7 à 15 %), dispositions favorisant le syndicalisme au sein de l'entreprise… Pour forcer le patronat à suivre ces consignes, l'accord privé est transformé en loi ; finalement, l'accord « à l'amiable » a été un échec. Par ailleurs, l'inflation annule les augmentations de salaires, les droits syndicaux peinent à s'imposer et l'embauche ne décolle pas après plusieurs mois. Sur le plan structurel, des entreprises sont nationalisées : la SNCF est créée le 1er juillet 1937, des constructeurs d’avions et Air France également. La Banque de France, bien que restant privée, passe sous un contrôle étroit de l'État. L'ensemble de cette politique déçoit l'extrême gauche : les problèmes économiques sont trop puissants et forcent Blum à quitter définitivement le pouvoir, après un retour éclair au printemps 1938. Le radical Édouard Daladier prend sa suite. Architecte des accords de Munich mettant temporairement fin à la crise des Sudètes en 1938, il se montre ferme en politique intérieure : en refusant toute augmentation des salaires et en autorisant les heures supplémentaires, il se rapproche de la politique des pays voisins. Il engage de grandes dépenses par des commandes de l'État et profite du bon contexte monétaire dû au travail de Paul Reynaud. La dévaluation du franc avec un flottement « à l'anglaise » permet d'aborder sereinement les dernières années de la décennie sur le plan financier, mais le redressement est tardif et timide, et la nation divisée.

#### La France
La crise politique que traverse la France depuis la fin des Années folles débouche, à cause notamment de la crise économique, sur une instabilité politique.
La France des années 1930 est marquée par plusieurs poids qui l'empêchent de se développer politiquement, socialement et économiquement :
- Une crise politique : l'instabilité notoire des gouvernements de la Troisième République (en moyenne un gouvernement tous les six mois) entraîne une certaine défiance vis-à-vis de la classe politique en général. Le non-renouvellement de cette classe politique, son implication dans certains scandales politico-financiers particulièrement retentissants (Affaire Stavisky en 1934) discréditent le pouvoir.
- Une crise sociale : le choc de la Première Guerre mondiale a du mal à se résorber. Le poids des anciens combattants, la brutalisation des hommes pendant la guerre, une certaine déprime collective et un malthusianisme généralisé figent la société, sans vitalité démographique. La société évolue également vers une société de masse, plus urbaine (la barre des 50 % de population urbaine est franchie en 1931). Le monde paysan a du mal à se moderniser, faute d'aides financières. La protection sociale est très peu développée.

Toutes ces tensions, aggravées par l'arrivée de la crise mondiale en 1931, font se développer une contestation politique importante.

#### Les régimes «totalitaires»

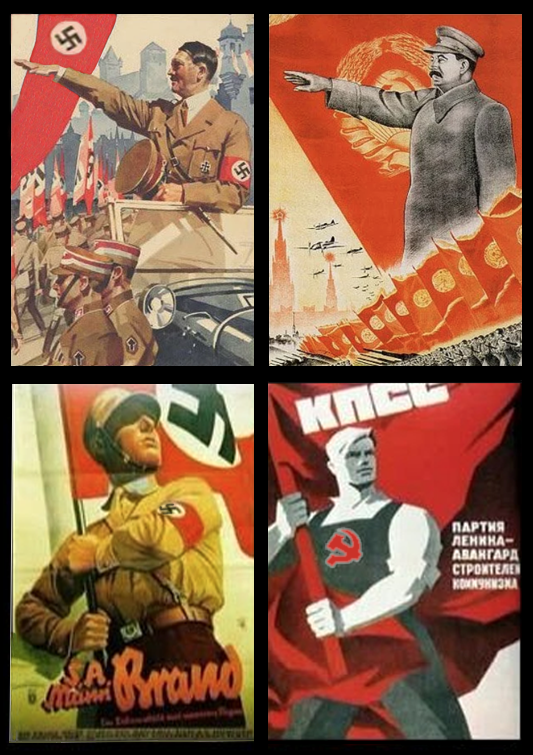
Affiches de propagande comparées nazies et soviétiques : les équipes de graphistes anonymes des deux systèmes, commanditées par l'État et produisant pour le domaine public sous les égides respectivement de la Propagandastaffel et de l'Izo-Narkompros, s'inspiraient les uns des autres, surtout pendant le pacte germano-soviétique. Par-delà les profondes divergences idéologiques, ces affiches traduisent surtout l'ambiance d'une époque, les années 1930 et 1940, où l'embrigadement des peuples et la dissolution des individus dans des sociétés disciplinaires punitives dirigées par des « guides » providentiels infaillibles, semblaient pouvoir venir à bout de la « grande dépression » et de ses suites.

L'Allemagne, quant à elle, met en place des mesures d'un tout autre ordre sous l'égide nazie. D'une petite organisation affaiblie pendant les années 1920, Hitler a fait du parti nazi (NSDAP) une force majeure du champ politique allemand en 1932, en s'appuyant sur le contexte difficile créé par la crise de 1929. Par ailleurs, l'organisation nouvelle du parti contribue aux échecs successifs des Chanceliers en place. Si les ouvriers rejoignent le parti communiste (KPD), une partie de la paysannerie, et surtout les petite et moyenne bourgeoisies se rallient au nazisme. Un programme simple et concret, ainsi que l'appui de plusieurs industriels et une propagande bien orchestrée, assurent le succès des campagnes d'Hitler et l'amènent à remporter plusieurs victoires électorales au Reichstag, le parlement allemand. L'année 1932 marque la perte de contrôle du pouvoir en place, faute de majorité parlementaire. Dans un climat de tension généralisée entretenu par les SA, poussé à s'engager à la tête d'un gouvernement de coalition de droite, Hitler est nommé Chancelier le 30 janvier 1933 par le président Hindenburg. Obtenant coup sur coup le pouvoir législatif, par la loi des pleins pouvoirs (23 mars 1933), et la fonction de président, à la suite de la mort d'Hindenburg, Hitler entreprend en 1934 une réorganisation complète du pays par une série de lois, met en place un régime totalitaire et raciste. Il récupère le docteur Schacht comme président de la Reichsbank, puis comme ministre des Finances ; une vraie-fausse nouvelle monnaie est créé : le Mefo-Wechsel. Elle consiste en des reconnaissances de dettes échangées par les entreprises. Son rôle est d'empêcher l'inflation monétaire, mais l'échec du système à partir de 1937 conduit Schacht à démissionner. Par ailleurs, les nazis accentuent leur pression sur le peuple juif. Les lois de Nuremberg de septembre 1935 leur retirent les libertés fondamentales et plus encore ; les premiers camps de concentration sont construits et utilisés pour écarter les opposants politiques à partir de 1934. Dans le même temps, des travaux titanesques sont entrepris dans tout le pays : plan Reinhardt sur deux ans, puis plan Göring en 1936. Globalement, l'économie allemande se referme sur elle-même et entretient sa dynamique par une production massive d'armement et d'ersatz en tout genre. Sur le plan institutionnel, Hitler souhaite des structures simples et facilement contrôlables. Tous les nouveaux chefs d'entreprises sont désignés par le parti nazi, et un seul syndicat est autorisé, le Front du Travail. En janvier 1933, l'Allemagne comptait six millions de chômeurs ; il n'en est plus officiellement recensé aucun en décembre 1936. Mais cette économie plus ou moins artificielle où les salaires sont en partie remplacés par des paiements en nature est instable et endette l'État. Son horizon de moyen terme est incontestablement la guerre et l'extension territoriale. Cet état de fait est confirmé par une politique extérieure agressive : retrait de l'Allemagne de la SDN en octobre 1933, remilitarisation de la Rhénanie en violation du traité de Versailles et du pays tout entier, soutien aux franquistes ; axe Rome-Berlin d'octobre 1936 et pacte anti-Komintern de novembre 1936 avec le Japon ; l'Anschluss de mars 1938 est admis par les démocraties, mais la discrétion des premières années a manifestement laissé place à un militarisme assumé par la seconde puissance industrielle mondiale.
L'Union soviétique connaît depuis 1928 une économie de plan, œuvre de Staline. Les années 1920 ont été marquées par l'application massive du taylorisme dans des entreprises d'abord nationalisées, puis dénationalisées dans le cadre de la NEP – une passe d'inspiration capitaliste jugée nécessaire avant les réformes favorables au prolétariat dans la théorie marxiste. Ayant abouti à une situation instable tant sur le plan économique (production agricole massive, production industrielle faible) que sur le plan social (émergence de classes favorisées, telles les Koulaks des campagnes), la NEP est remplacée par une planification, ce qui se traduit par la collectivisation. Sous un régime de type totalitaire, le plan évite les hésitations, mais bloque également l'initiative. La politique économique stalinienne prend le contre-pied total de l'économie libérale, et va bien au-delà de l'économie régulée, dite mixte ou encore administrée. Pour la soutenir, des structures fortes sont nécessaires. Le plan favorise la mise en place d'une bureaucratie, au sens péjoratif du terme. Lors du premier plan, l'industrie est de nouveau nationalisée, et les entreprises concentrées. Comme en Allemagne nazie, les directeurs d'entreprises sont nommés. Les investissements sont orientés vers les industries de bases, dites du secteur A : sidérurgie, mines, constructions mécaniques… Il s'agit de préparer pendant cinq ans le lancement d'un second secteur B, qui sera également soutenu cinq années durant. Toutefois, le seul vecteur de salaire est alors l'État. Si la production industrielle a bien augmentée, quoiqu'en des proportions moindres que celles annoncées par les statistiques d'État, les progrès sont réalisés au prix de salaires très faibles et d'impôts très lourds. À l'instar de l'Italie mussolinienne, le pays se tient à l'écart de la crise de 1929 et de ses principales retombées. Les échanges avec l'extérieur étant réduits au strict minimum, le peuple russe doit s'organiser replié sur lui-même. Dans le domaine de l'agriculture, la nationalisation est dans un premier temps moins franche qu'ailleurs. Les fermes d'États, les sovkhozes, sont rares : pour éviter l'expropriation des paysans, on les laisse d'abord s'organiser en kolkhozes, regroupements de villages fixant des objectifs de production. Ce système est un échec et mène à des interventions très dures de la part de l'État pour assurer la complète collectivisation des campagnes. Aussi bien dans l'industrie que dans le travail de la terre, les sacrifices humains sont importants. Le premier plan est par ailleurs l'occasion d'un réajustement entre ces deux secteurs. Victime de la théorie de Preobrajenski et de l'optimisation des normes, la production agricole chute. Son rôle est redéfini : fournir le maximum de denrées consommables aux urbains, tout en recueillant le minimum d'investissement. Cela freine fortement la mécanisation des campagnes. La collectivisation s'achève dans la désillusion en 1938 avec un deuxième plan (1933-1937). Elle est marquée par plusieurs rationnements obligatoires entre 1931 et 1935 et une famine faisant des millions de morts en 1932-1933, notamment l'Holodomor en Ukraine, par une accentuation des contraintes individuelles qui entre en conflit avec la recherche de la productivité maximale, et surtout par une propagande plus forte. Le troisième et dernier plan mène enfin le pays à la guerre : tout en dénonçant le militarisme hitlérien, le pouvoir développe les industries de guerre.
Le nationalisme d'extrême-gauche touche également la Chine, qui entame la décennie dans une phase de mutation profonde. L’Empire du Milieu a laissé place à une République dirigée par le général Tchang Kaï-chek, qui a accédé au pouvoir grâce aux communistes russes — dont il se débarrasse en 1927, craignant leur influence. Les puissances démocratiques occidentales lui apportent alors un soutien financier. Un régime autoritaire basé à Nankin, organisé par le Kuomintang, entreprend de moderniser le pays (réformes industrielles, légales…). La politique expansionniste du Japon dans les territoires russes et chinois ajoute aux difficultés du gouvernement, en prise avec l'opposition communiste naissante. De 1930 à 1935, le Japon, déjà présent en Corée depuis la fin du XIXe siècle, multiplie les protectorats (telle la Mandchourie) et approche même Pékin. Dans le même temps, le régime en place perd son crédit auprès des masses paysannes. Les communistes se rallient autour de Mao Zedong, qui fonde une « République soviétique » dans le Jiangxi, en 1931. Encerclé par les troupes de Tchang Kaï-chek, Mao Zedong entreprend avec ses partisans la mortelle Longue Marche vers le Nord-Ouest, premier mouvement vers l'accès au pouvoir qui vient en janvier 1935. En réalité, Tchang Kaï-chek accepte de former un front uni avec les communistes pour s’opposer au Japon, lesquels se lancent à l'assaut de la Chine en 1937 : ainsi débute la guerre sino-japonaise. Cette lutte se poursuivra tout au long de la décennie et pendant la Seconde Guerre mondiale, à l’avantage des communistes, qui ont la confiance du peuple résistant.
En Italie, le pouvoir est accaparé depuis le 30 octobre 1922 par le fasciste Mussolini. Profitant du dépit du peuple après la fin de la guerre et des divisions des partis traditionnels, Mussolini s'est emparé du pays avec le Parti national fasciste en matant toute tentative de révolution sociale. La dictature fasciste a pris place dès 1926. Par une propagande habile, grâce aux accords du Latran avec l'Église en 1929, et au moyen d'un interventionnisme étatique remplaçant le libéralisme des premières années, Mussolini prend racine dans un pays de plus en plus autarcique. En 1933, la création de l'Institut pour la reconstruction industrielle est l'occasion d'une prise de contrôle plus large des structures de production. Avec une politique protectionniste nettement accentuée à partir de 1934, les fascistes s'assurent la paix sociale, indispensable à leurs projets d'extension territoriale. La politique nataliste témoigne du rêve d'un second Empire romain. L'invasion du dernier pays libre d'Afrique en octobre 1935, l'Éthiopie, marque la rupture avec les démocraties voisines. Par la voix de la SDN, elles décident de sanctions économiques envers l'Italie. Mussolini décide alors de se rapprocher au plus près d'Hitler, avec qui les relations avaient été jusqu'alors plutôt tendues. L'Italie fasciste prend l'Allemagne nazie en modèle. En 1939, Mussolini est un dictateur accompli soutenu par un culte de la personnalité presque caricatural, mais les oppositions se font ouvertement. L'armée, notamment, reste majoritairement fidèle au Roi ; par ailleurs, des critiques internes affaiblissent déjà le Duce.
En Europe centrale et orientale, les démocraties instituées sur les ruines des empires centraux (ex-Autriche-Hongrie, ex-empire allemand, ex-Russie tsariste) doivent relever dans les années 1920 des défis trop importants pour leur jeunesse institutionnelle. Les réformes agraires, qui doivent amener paix et réorganisation de la société dans le modèle républicain sont des échecs là où les aristocraties locales s'y opposent. De meilleurs résultats sont obtenus par les pays soumis aux aristocraties étrangères, d'influences allemandes notamment. Toutefois, le manque de tradition démocratique et les difficultés socio-économiques laissent le champ libre aux premières dictatures. La crise de 1929 a de très fortes répercussions dans ces pays agricoles. Le marasme qui survient par la chute des prix assure un soutien aux fascistes et aux nationaux-socialistes. De plus, ces mouvements sont subventionnés à partir de 1933 par l'Allemagne et l'Italie. Face à ce péril, les pouvoirs en place ont des réactions autoritaires. Dans la plupart des pays, les partis d'oppositions ultra-nationalistes sont interdits ; des parlements sont dissous, comme en Autriche (par le chancelier Dolfuss) ou en Roumanie. En 1939, seule la Tchécoslovaquie, État artificiel pourtant divisé entre plusieurs ethnies, conserve un pouvoir parlementaire. Contrairement aux grandes dictatures d'Europe occidentale, ces régimes s'appuient sur des forces traditionnelles de la société, principalement l'armée et l'Église. Ils n'ont donc aucune ambition révolutionnaire.
Il en va de même en Europe méridionale. Ainsi en Espagne, où le général Franco s'est opposé aux ambitions républicaines majoritaires avec le soutien de l'armée, de l'Église, et bientôt de l'Allemagne et l'Italie. Si l'URSS intervient à son tour pour soutenir les opposants à Franco, la France et le Royaume-Uni restent quant à eux inactifs. Entre février 1936 et mars 1939, la guerre civile déchire le pays, jusqu'à la pleine victoire du nouveau dictateur.
Entre 1933 et 1935, les nazis se dressent donc seuls face à l'Europe, mais les années 1936 et 1937 voient les grandes dictatures se rallier face aux démocraties isolées et repliées sur elles-mêmes. Jusqu'aux déclarations de guerre de septembre 1939, les esprits militaires modèlent le contexte international.

### De l'art aux armes, la marche vers la guerre

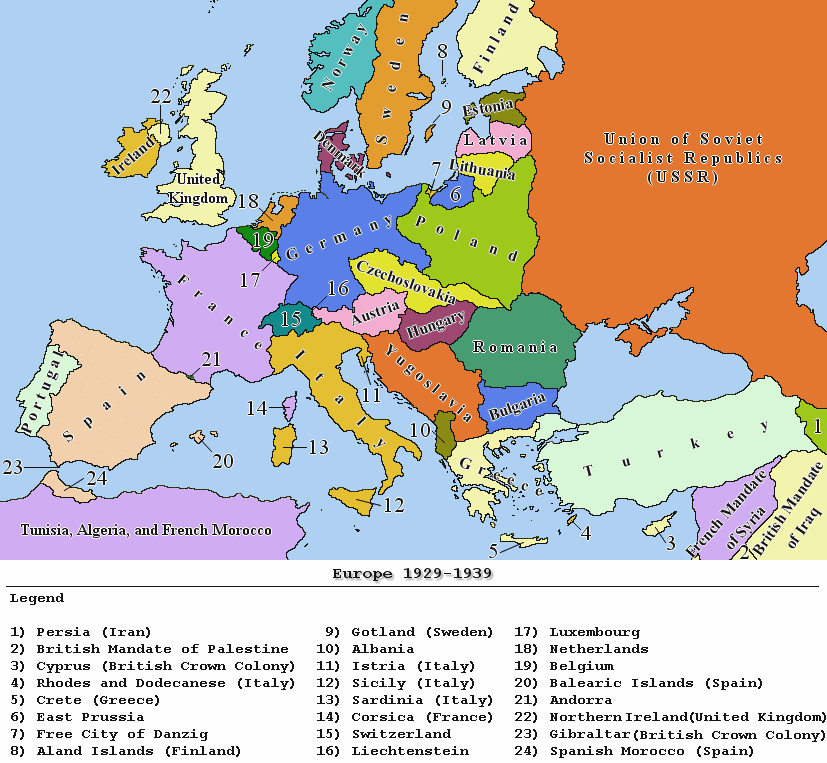
Carte politique de l'Europe, de 1929 à 1939.

De 1933 à 1939, le réarmement caractérise la politique intérieure de nombreux pays, Allemagne en tête. En effet, deux grandes tendances politiques modèlent ou influencent les politiques nationales à la suite de la crise de 1929 : les régimes d'extrême droite et le communisme. Des organisations totalitaires exercent dans ce cadre une influence considérable sur la restructuration politique et sociale des pays, mais également sur l'économie, et ce jusqu'à l'échelle mondiale. Globalement, le maître mot des années 1930 est « modernisation », un mécanisme nécessaire au moment où les États doivent s'adapter pour survivre à des crises multiples. Cependant, il y a une pluralité de processus à travers le monde, processus qui aboutissent à des organisations largement différentes quoique fortement interdépendantes. Alors que les gouvernants choisissent le repli national, les mécanismes d'une interdépendance nouvelle des États se mettent en place. Pour mener à bien les nécessaires réformes, mais également pour s'affronter, aussi bien sur les terrains économiques que militaires, les puissances établies et certains pays émergents sont amenés à coopérer et à constituer des groupes d'influences internationaux de plusieurs natures. Les coalitions ouvertes et les ententes implicites musellent la SDN.

#### L'importance des empires coloniaux
Les puissances européennes mais aussi françaises qu'elles soient de natures démocratiques ou dictatoriales, s'appuient sur leurs plus ou moins larges colonies pour affronter la crise, dans une atmosphère de relations internationales soudainement plus tendue. Pendant les années 1920 se sont développées dans les pays colonisés bourgeoisies locales et prolétariats, signe d'une emprise forte des métropoles. Les sociétés traditionnelles colonisées sont en effet mises en concurrence avec les puissances gouvernantes. Essor démographique et urbanisation sont également importants. Avec la crise de 1929 survient un reflux massif de la demande des métropoles, ce qui entraîne effondrements des prix et faillites locales. Précurseur, le Royaume-Uni suspend le libre-échange et cherche du soutien dans son large empire colonial en instaurant des voies commerciales préférentielles par les Accords d'Ottawa de 1932. La recherche de débouchés minimaux est engagée par toutes les puissances colonisatrices. Par ailleurs, la colonisation ne rencontre qu'une faible opposition en métropole. L'Exposition coloniale de Paris en 1931 est un succès, élément rassurant d'un pays en crise intérieure.
Pourtant, dans les colonies, les thèses progressistes de Wilson font leur chemin ; les premières oppositions apparaissent au grand jour. 1929 est l'année de radicalisation des mouvements nationalistes jusqu'alors modérés, surtout au Moyen-Orient, en Indochine et en Inde. Le Mahatma Gandhi est un guide et un médiateur du mouvement indépendantiste en Inde. Le Royaume-Uni poursuit sur sa lancée pragmatique en accordant les premières indépendances totales ou partielles : Irak en 1930, Égypte en 1936, India Act de 1935… Mais les principales forces coloniales sont regroupées sous l'égide de la Couronne par la création du Commonwealth dès 1931, ce qui assure au pouvoir britannique un contrôle distant mais efficace de ses territoires désormais autonomes et souverains. Dans une logique inverse, la France se montre très ferme et refuse la plupart des avancées proposées par les nationalistes dans ses territoires colonisés. Figée dans ses structures d'administration directe, la métropole joue la carte de la répression pour maintenir l'unité de ses territoires.
Finalement, en 1939, les liens entre métropoles et colonies sont plus forts que jamais, mais le mouvement de décolonisation est déjà lancé. Cette situation toute nouvelle tranche avec celle de 1914. La crise de 1929 a également participé à l'accélération de certains bouleversements dans l'autorité régionale : ainsi, les pays littoraux d'Amérique du Sud sont « mis à contribution » de façon active dans l'effort de production rapide qui se produit en Europe, à partir du milieu des années 1930. Les États-Unis occupent plusieurs pays en Mer des Caraïbes (Haïti, Nicaragua…) jusqu'en 1933, fin de la politique du Big Stick souhaitée par Roosevelt. À l'autre bout de la planète, la Chine connaît des bouleversements nombreux quant à ses frontières, ce qui l'amène à la guerre civile et à la guerre avec le Japon.

#### Des transformations socio-culturelles fulgurantes
Les années 1920 ont été favorables à un épanouissement culturel de l'Europe. Malgré les difficultés, ce mouvement se poursuit dans les démocraties au cours des années 1930. L'entre-deux-guerres n'est pas l'occasion du développement d'une importante culture populaire. Par rejet des valeurs bourgeoises, les classes populaires et prolétaires ont bien importé leurs propres traditions et folklore, mais ces éléments d'identité sociale ne résistent guère à la vie urbaine et à l'industrialisation. À la place, c'est une culture « de masse » qui fait son apparition, à la faveur des nouveaux médias et loisirs. Dans un élan consommateur, les grands vecteurs de culture commencent à toucher toutes les classes sociales. Le sport se modernise en gagnant ses galons populaires, avec l'apparition, et de la compétition, et du sport spectacle. Dans le domaine de la presse écrite, on cherche à toucher des cibles spécifiques comme les jeunes et les femmes, et on lance la mode de la bande dessinée fantastique après la crise bien réelle de 1929. La radio permet de diffuser informations et musique, notamment le jazz américain et la vogue des crooners. Le cinéma connaît sans doute le succès le plus fulgurant, encore une fois soutenu par les États-Unis (Charlie Chaplin…). À l'aube des années 1930, le film se dote d'ailleurs de la parole et les œuvres se diversifient rapidement pour satisfaire tous les goûts. Les comédies musicales et les mélodrames romanesques se multiplient, mais les œuvres qui traitent directement de la crise économique ne rencontrent pas le même succès. Le plus souvent, les difficultés du moment sont traitées de manières allusives et légères, comme dans les comédies de Frank Capra. La mode, largement inspirée des modèles parisiens est réinterprétée par le glamour hollywoodien. La lingerie fine, qui était jusque-là réservée à une élite, se démocratise grâce à l'essor des textiles synthétiques comme la rayonne ou le nylon qui remplacent progressivement la soie. Les magazines féminins prolifèrent et diffusent la mode. Le pantalon féminin, jusque-là excentrique, devient un élément classique du vêtement sportif et le tailleur est l'alter ego du complet masculin, diffusant dans la société l'image de la femme d'affaires. Le glamour hollywoodien participe aussi de la démocratisation des cosmétiques. Le maquillage n'est plus considéré comme un obstacle à l'émancipation féminine ou un signe de mœurs légères.
La tendance est toute autre dans les nouvelles dictatures. C'est à l'élaboration de totalitarismes culturels qu'on assiste dans l'Allemagne nazie, l'Italie fasciste et la Russie de Staline. Le fascisme est le premier mouvement idéologique à utiliser massivement les nouveaux médias d'information à son avantage. Il s'agit dans le même temps d'éduquer, par la propagande, et de distraire. Ainsi en Italie la radio est nationalisée et transformée en vecteur d'une sous-culture récréative. Elle est associée au sport, qui prend des allures militaires, et la compétition sportive devient parfois l'enjeu de la politique, comme aux Jeux olympiques de Berlin, véritable vitrine du nazisme. Le cinéma devient rapidement l'arme absolue de la propagande d'État. Il est difficile pour les esprits contestataires de diffuser leurs productions ailleurs que dans des journaux et des lieux de spectacles clandestins, la création étant globalement figée. Tous les moyens sont bons pour assurer l'embrigadement des esprits, de l'architecture imposante du régime nazi aux chansons niaises célébrant le regretté Empire romain.

#### L'adieu à la sécurité collective
Empêtrées dans des sorties de crises plus ou moins réussies, les démocraties privilégient la paix sociale et restent relativement neutres face aux provocations successives des dictatures européennes et orientales. D'abord opposées, celles-là s’allient par des pactes et des ententes divers à partir de 1935. La prédilection pour le pacifisme n'empêche pas certaines initiatives courageuses dans les démocraties que sont la France et le Royaume-Uni. Louis Barthou engage en 1934 un rapprochement avec l'Italie, pour tenter d'encercler le Reich, et essaye également de faire s'entendre Allemagne et Russie. Pierre Laval lui succède dans cette tâche, mais privilégie l'Italie à l'URSS. La stratégie est cependant fragile et les Britanniques ne la soutiennent pas.
Mussolini s'engage dans la conquête de l'Éthiopie fort d'une entente officieuse : il s'est engagé à aider les démocraties contre le régime nazi, en contrepartie de compensations à définir. L’imbroglio diplomatique du partage de l'Éthiopie achève de jeter le discrédit sur la SDN, principal instrument de règlement des conflits du bloc occidental démocratique. L'organisation avait en effet déjà déçu les opinions publiques par de faibles déclarations de désapprobation adressée à l'Allemagne en 1934, au moment de la remilitarisation de la Rhénanie. Avec les problèmes de politique intérieure et la victoire de la gauche en 1936, la France s'efface un peu plus ; c'est pourtant cette même année qu'une « répétition générale » de la Seconde Guerre mondiale se joue en Espagne. L'Italie contente Hitler en concentrant ses forces sur la péninsule hispanique, ce qui laisse le champ libre à un Anschluss déjà organisé. Mussolini prépare quant à lui les bases d'un nouvel Empire méditerranéen. La guerre civile espagnole est également l'occasion d'essayer tactiques et armement lourds. Le rapprochement entre le fascisme et le nazisme contraste alors avec l'effacement des démocraties, qui prônent une politique d'apaisement au moment du tournant vers la guerre.
1937 est une fausse détente. Pour les démocrates anglais, c'est la victoire du non-interventionnisme pacifique ; pour Hitler, c'est le calme avant la tempête et le temps des derniers accords. En prenant le contrôle direct de la Wehrmacht, le dictateur coordonne de près l'Anschluss. Peu après, et dans une relative indifférence, Hitler s'intéresse aux Sudètes et au rattachement d'une population « aryenne » ainsi qu'à des territoires riches sur le plan industriel. Cette ambition, moins violente dans sa manifestation que l'Anschluss, est paradoxalement l'évènement déclencheur d'une prise de conscience collective en France et au Royaume-Uni, qui rappellent leurs réservistes, tout comme en Italie et en URSS. Le 29 septembre 1938, Hitler, Mussolini, Daladier et l'Anglais Chamberlain se mettent pourtant d'accord sur une victoire sans guerre de l'Allemagne, qui obtient tous les territoires revendiqués. L'illusion de la paix n'est cependant plus partagée par tout le monde. En fait, Hitler souhaite envahir la Tchécoslovaquie tout entière, tant pour ses ressources que pour supprimer un allié potentiel des démocraties. Le coup de force du 15 mars 1939 achève la Tchécoslovaquie. L'hésitation des démocraties dure ; Staline se méfie et décide de traiter avec l'Allemagne pour éviter tout affrontement avec son voisin direct. Le 1er septembre, l'Allemagne envahit la Pologne : les démocraties décident enfin de déclarer la guerre le 3 septembre, emportées par le Royaume-Uni : ça sera la drôle de guerre.

### Personnalités significatives
- Paul von Hindenburg
- Adolf Hitler
- Benito Mussolini
- Francisco Franco
- Neville Chamberlain
- George V
- Franklin D. Roosevelt
- Léon Blum
- Staline
- Engelbert Dollfuss

## Culture
La vie culturelle des années 1930 est marquée par une certaine dichotomie. Alors que les années 1930 sont marquées par la crise économique et la montée des totalitarismes, la culture de masse principalement venue des États-Unis semble se détourner de ces sombres auspices et chercher dans le glamour hollywoodien, les crooners, le swing et les comédies musicales de Broadway un antidote à la grande dépression. Mais à côté de cette culture de masse, marquée par la légèreté et le divertissement diffusés par le cinéma et la radio, la culture savante européenne ne peut rester insensible aux phénomènes inquiétants qui mettent la sécurité du monde en péril, quand elle n'en est pas elle-même la victime. La pression des régimes totalitaires entraîne la recomposition du paysage culturel et la fuite de nombreux artistes et intellectuels en Amérique prépare l'essor culturel des États-Unis après la Seconde Guerre mondiale.

### Architecture et design
Alors que, dans les années 1920, le modernisme se diffuse dans la société grâce aux grands courants comme l'art déco ou le Bauhaus, et en Russie grâce au constructivisme, dans les années 1930, le dynamisme de la création concerne surtout le design industriel et en architecture, la diffusion du style international. La généralisation des processus de standardisation de la production industrielle, entraîne un développement rapide de l'art commercial, du marketing publicitaire et du design industriel. Des designers comme Raymond Loewy prennent conscience que les produits standardisés ayant souvent des qualités égales et des prix comparables, c'est l'apparence qui détermine l'acheteur et fait la différence. Le design industriel s'associe donc avec le marketing pour créer un monde d'objets quotidiens aux formes modernes et abstraites, aux lignes dynamiques et épurées qui participent à l'émergence d'une société de masse basée sur la consommation et le renouvellement rapide des lignes de produit.
L'architecture et l'urbanisme se plient eux aussi aux exigences de la standardisation industrielle et les principes de construction du style international, établis à la fin des années 1920, sont définitivement fixés par la Charte d'Athènes, en 1933. En Allemagne, en Italie et en URSS, les régimes totalitaires encouragent l'architecture monumentale, mélange de principes modernistes et de classicisme dépouillé où des formes géométriques simples sont encadrées par des arches, des portiques ou des colonnades.

### Arts plastiques
Pendant la crise des années 1930 qui sévit aux États-Unis, les programmes culturels du New Deal, ont tendance à encadrer les arts, le théâtre et la littérature. Le New Deal n'interdit toutefois aucune forme d'art précise, même si les expressions sociales sont encouragées. La photographie documentaire et la peinture murale sont en pleine expansion, mais l'art abstrait bénéficie aussi du soutien de l’État, et des artistes qui occuperont, après la guerre, le devant de la scène internationale, comme De Kooning, Pollock ou Mark Rothko sont activement soutenus par l’État. À Paris, les tenants de l'art abstrait se regroupent au sein du collectif d'artistes Abstraction-Création (1931), afin de contrer l'influence grandissante des surréalistes. Le mouvement absorbe les principaux tenants du constructivisme russe et du Bauhaus, exilés à cause du stalinisme et du nazisme. Les expositions internationales du surréalisme de 1936 et 1938 contribuent au rayonnement du mouvement, notamment en Grande-Bretagne. Dali rejoint le groupe en 1929. Avec Magritte et Tanguy, il contribue puissamment à l'élaboration de l'iconographie surréaliste à partir des années 1930. Wolfgang Paalen et Roberto Matta rejoignent le groupe en 1938 et développent, ainsi que Max Ernst et Masson, les procédés de création semi-automatiques qui influenceront l'expressionnisme abstrait après la guerre. Deux autres courants importants apparus comme le surréalisme, dans les années 1920, continuent de se développer et de s'internationaliser dans les années 1930, la Nouvelle Objectivité et le Réalisme magique.
Sous les régimes totalitaires, les arts sont enrôlés par l’État et mis au service de la propagande. Sous les nazis, les courants de l'avant-garde européenne sont réunis sous le vocable d'art dégénéré. Symbole de cette décadence supposée, le Bauhaus, fer de lance du modernisme, est fermé par les nazis en 1933. Un grand nombre d'artistes comme Kandinsky, Klee ou Schwitters quittent l'Allemagne dès l'arrivée des nazis. Sous Staline, un mouvement comparable se produit. Le constructivisme n'est bientôt plus à l'ordre du jour et se trouve remplacé par le réalisme socialiste. De nombreux artistes allemands et russes se réfugient donc en Amérique où ils contribuent à élargir les bases de l'art américain qui dominera la scène artistique internationale après la guerre. En Italie, le futurisme est au contraire, l'un des rares mouvements d'avant-garde à être enrôlé par l’État. Il coexiste avec d'autres courants plus conservateurs comme Novecento. En Espagne, les horreurs de la guerre civile espagnole inspirent de grands artistes comme Picasso (Guernica) et Miro.

### Littérature et philosophie
Pendant les années 1930, la littérature s'intéresse de près aux problèmes économiques, sociaux et géopolitiques qui mettent en péril la sécurité du monde.
Les années 1920-1930 sont un véritable âge d'or pour la littérature américaine. Rassemblés sous le vocable de Génération perdue, elle désigne un ensemble d'écrivains désabusés, vétérans de la Première Guerre mondiale, expatriés, le plus souvent à Paris. Scott Fitzgerald (Tendre est la nuit, 1934), Steinbeck (Des souris et des hommes, 1937, Les Raisins de la colère, 1939), Hemingway et Dos Passos (La grosse galette, 1936) en sont les principaux protagonistes. D'autres écrivains comme Faulkner (Le Bruit et la Fureur (1929), Sanctuaire (1931), Henry Miller (Tropique du Capricorne, 1939) ou Erskine Caldwell (La Route au tabac, 1932) s'interrogent sur les problèmes sociaux de l'Amérique profonde, celle des déçus du rêve américain, immigrants, chômeurs, travailleurs itinérants, déclassés et marginaux de toutes sortes, atteignant dans leurs œuvres une résonance universelle.
En France, Emmanuel Mounier fonde la revue Esprit, en 1931, puis le courant personnaliste. Avec l'aide de Jacques Maritain il rénove la pensée catholique en offrant une critique simultanée de l'individualisme libéral et du collectivisme. Une partie des membres de l'Action française, condamnée par le Vatican, rejoint alors la « Jeune Droite ». Le sociologue Lucien Lévy-Bruhl publie ses recherches sur la pensée primitive et dirige jusqu'en 1939 la Revue Philosophique. La phénoménologie de Husserl et Heidegger d'un côté, le marxisme de l'autre, commencent à faire sentir leur influence dans les cercles philosophiques et littéraires. L'existentialisme des années 1930 et 1940 est défendu par des écrivains comme Jean-Paul Sartre (La Nausée 1938, L'Être et le Néant, 1943), Simone de Beauvoir et Albert Camus (L'Envers et l'Endroit, 1937, L'Étranger, 1942). L'existentialisme se développe aussi en Espagne (Miguel de Unamuno), en URSS (Nicolas Berdiaev) et en Allemagne (Karl Jaspers).
En Allemagne, Heidegger, qui a publié Être et Temps, son ouvrage fondamental, en 1927, est titulaire de la chaire de philosophie à l'Université de Fribourg-en-Brisgau pendant toute la période nazie, ce qui lui sera reproché après la guerre. L'Institut de Recherche Sociale (noyau de la future École de Francfort), dirigé par Max Horkheimer à partir de 1930, mêle philosophie et sciences sociales dans une optique critique qui garde ses distances avec le marxisme. Dans les années 1930, la conception scientifique du néo-positivisme s'affirme sur la scène internationale, à partir du VIIe Congrès de philosophie d'Oxford (1930), tandis que les principaux membres du Cercle de Vienne (Carnap, Godel, Reichenbach) émigrent aux États-Unis à cause du nazisme et entrent en rapport avec le jeune Willard Quine, contribuant à vivifier la philosophie analytique anglo-saxonne. Moritz Schlick, resté à Vienne, y meurt assassiné en 1936.
En Union soviétique, la relative liberté dont les écrivains jouissent encore dans les années 1920, s'interrompt en 1929 lorsque Staline décide de placer l'intelligentsia sous le contrôle du Parti Communiste. L'Association russe des écrivains prolétaires (RAPP) est l'instrument de sa mise en œuvre. Les pressions exercées sur Maïakovski précèdent de peu son suicide en 1930, deux mois après son adhésion. Persécuté à son tour, Zamiatine choisit l'exil. La RAPP est remplacée en 1932 par l'Union des écrivains soviétiques. Andreï Jdanov proclame en 1934, lors du premier congrès de l'Union, la mise en place du réalisme socialiste et d'une littérature résolument prolétarienne. Le Don paisible de Cholokhov, publié entre 1928 et 1940 est considéré comme le modèle du réalisme socialiste. La littérature prolétarienne aura divers prolongements ou variantes en France, en G.B., aux États-Unis et en Scandinavie. Pendant les Grandes Purges de 1936 à 1938, des centaines d'écrivains sont emprisonnés, exécutés ou exilés. Parmi les victimes figurent Ossip Mandelstam et Isaac Babel. Le Maître et Marguerite, chef-d'œuvre que Mikhaïl Boulgakov écrit dans les années 1930, est interdit jusqu'en 1966-1967. Les œuvres avant-gardistes de Andreï Platonov et Anna Akhmatova, ne seront publiées qu'après la mort de Staline.
Pendant la guerre civile espagnole, de nombreux écrivains de toutes les nationalités s'engagent dans les Brigades internationales. Les poètes anglais Stephen Spender, W. H. Auden et Cecil Day-Lewis qui succèdent aux figures tutélaires de T.S. Eliot et W. B. Yeats, soutiennent les Républicains. Pour qui sonne le glas, publié par Ernest Hemingway en 1940, et L'Espoir de Malraux (1937) comptent parmi les œuvres emblématiques de l'époque. D'autres œuvres comme Les grands cimetières sous la lune de Georges Bernanos (1938), l'Espagne au cœur de Pablo Neruda (1937), alors ambassadeur auprès de la République, La Catalogne libre (1938) de George Orwell témoignent de l'engagement intellectuel et militaire des écrivains dans ce conflit. La guerre civile espagnole marque aussi la disparition du groupe littéraire Génération de 27, composé d'auteurs espagnols tels que Pedro Salinas, Garcia Lorca, Vicente Aleixandre et Rafael Alberti.

### Cinéma
Autant en emporte le vent, film paru en 1939, demeure, en 2014, l'un des plus gros succès de l'histoire du cinéma.

## Catastrophes naturelles
- En juillet-septembre 1931, des inondations en Chine aux Yangtsé et Wuhan firent plus de 400 000 victimes. Le 25 décembre 1932, c'est un séisme dans la Province de Gansu, au nord-ouest du pays, qui provoque la mort de 80 000 personnes ; et le 2 septembre 1937, un cyclone à Hong Kong entraîne une marée de tempête de 6 mètres qui fit environ 11 000 victimes[8].
- Le 15 janvier 1934, un séisme en Inde, dans la Province de Bihar fit plus de 10 000 victimes[8].
- Le 31 mai 1935, un séisme au Pakistan (Quetta) fit environ 35 000 victimes[8].
- Le 25 janvier 1939, un séisme au Chili (Chillan, Concepcion) fit près de 28 000 victimes[8].
- Le 27 décembre 1939, un séisme en Turquie (Erzincan, est du pays) fit près de 33 000 victimes[8].